# Zaramilla kergueleni
Zaramilla kergueleni is een vlokreeftensoort uit de familie van de Pontoporeiidae. De wetenschappelijke naam van de soort is voor het eerst geldig gepubliceerd in 1888 door Stebbing.